# Uunarteq
Uunarteq (Uunartoq, dun. Kap Tobin) – opuszczona osada na wschodnim wybrzeżu Grenlandii, w gminie Sermersooq. Jest położona ok. 7 km na południe od Ittoqqortoormiit. Została założona w roku 1927. W roku 2003 mieszkały w niej tylko 4 osoby. Od roku 2004 jest niezamieszkana.